# 方迪
方迪（1403年—1474年），字從善，號澹庵，福建興化府莆田縣人，民籍，明朝政治人物。

## 生平
福建鄉試第十六名舉人，宣德八年（1433年）中式癸丑科會試第九十三名，二甲第三十一名進士。官至南京戶部郎中。享年七十二。

## 家族
曾祖方顯宗；祖父方德玉；父方守初，贈南京戶部郎中。初娶顾氏，赠宜人；再娶郑氏。子男四。孫方瀾，禮部郎中。